# Turanovac
Turanovac – wieś w Chorwacji, w żupanii virowiticko-podrawskiej, w gminie Lukač. W 2011 roku liczyła 695 mieszkańców.